# جاكوب ويلسون (لاعب كرة قاعدة)
جاكوب ويلسون (بالإنجليزية: Jacob Wilson)‏ هو لاعب كرة قاعدة أمريكي، ولد في 1990 في بارتليت في الولايات المتحدة.

## وصلات خارجية
- جاكوب ويلسون على موقع دوري كرة القاعدة الرئيسي (الإنجليزية)
- جاكوب ويلسون على موقع دوري كوريا الجنوبية لكرة القاعدة (الإنجليزية)
- جاكوب ويلسون على موقعبيزبول رفرنس.كوم (الدوري الثانوي) (الإنجليزية)
- جاكوب ويلسون على موقع إي إس بي إن.كوم (أم.أل.بي) (الإنجليزية)